# John Beck (calciatore)
John Alexander Beck (Edmonton, 25 maggio 1954) è un ex calciatore inglese, di ruolo centrocampista.

## Carriera

### Giocatore
Esordisce tra i professionisti all'età di 17 anni nella stagione 1972-1973 con il QPR, con cui conquista una promozione dalla seconda alla prima divisione inglese; gioca poi per un triennio in questa stessa categoria, senza però mai riuscire a ritagliarsi un ruolo da titolare complice anche la forte concorrenza dei compagni di reparto Gerry Francis e Don Masson, in quello che risultò essere uno dei periodi migliori nella storia del club (nell'ultimo campionato di Beck in squadra il QPR si classificò infatti secondo alle spalle del Liverpool); in seguito, dopo 40 presenze ed una rete nell'arco di un quadriennio, dal 1976 al 1978 gioca in prima divisione con il Coventry City, con cui realizza 6 reti in 69 partite di campionato.
Nell'estate del 1978 lascia gli Sky Blues per trasferirsi ai londinesi del Fulham, club di seconda divisione; rimane ai Cottagers anche dopo la retrocessione in terza divisione maturata al termine della stagione 1979-1980, trascorrendo un biennio in questa categoria e giocando in totale 114 partite di campionato con il club, con 12 reti segnate. Tra il 1982 ed il 1986 gioca invece nel Bournemouth, club neopromosso in terza divisione, con la cui maglia nella stagione 1983-1984 vince il Football League Trophy (ovvero l'unico trofeo vinto nella sua carriera da giocatore). Chiude infine la carriera giocando per un triennio in quarta divisione al Cambridge Utd.
In carriera ha totalizzato complessivamente 472 presenze e 43 reti nei campionati della Football League.

### Allenatore
Dopo il ritiro rimane al Cambridge United come vice allenatore, e nel gennaio del 1990 alle dimissioni di Chris Turner viene promosso ad allenatore del club, sempre impegnato nel campionato di quarta divisione. Dopo aver concluso la stagione con la qualificazione ai play-off (poi vinti), nella sua prima stagione intera alla guida della squadra vince il campionato, conquistando la promozione in seconda divisione; nella stagione 1991-1992 arriva poi una seconda promozione consecutiva, grazie alla vittoria dei play-off. Nelle stagioni 1989-1990 e 1990-1991 il Cambridge United si qualifica inoltre per due volte di fila ai quarti di finale di FA Cup, circostanza insolita per un club di quarta divisione. Nella stagione 1991-1992 il club si piazza poi al quinto posto nel campionato di seconda divisione, qualificandosi così per i play-off e mancando la terza promozione consecutiva solamente a causa della sconfitta in semifinale per mano del Leicester City. Nell'estate del 1992 il club cede il suo miglior attaccante Dion Dublin per 1 milione di sterline al Manchester Utd, e nell'ottobre del 1992 Beck, dopo un inizio di stagione negativo, viene esonerato, complici anche le critiche della stampa e di allenatori avversari (in particolare Glenn Hoddle dello Swindon Town) al suo stile di gioco (paragonato a quello del Wimbledon FC della cosiddetta Crazy Gang degli anni '80, arrivato in pochi anni dalla quarta alla prima divisione ed alla vittoria della FA Cup 1987-1988), basato sulle palle lunghe e considerato poco spettacolare.
Poco dopo l'esonero, il 7 dicembre 1992, Beck torna comunque ad allenare, venendo ingaggiato dal Preston N.E., club che occupava i bassifondi della classifica nel campionato di terza divisione; nonostante un leggero miglioramento dei risultati, a fine anno il club retrocede in quarta divisione, campionato in cui nella stagione 1993-1994 i Lilywhites si qualificano per la finale dei play-off, che però perdono contro il Wycombe. Nel settembre del 1994, dopo un inizio di stagione negativo, Beck viene poi esonerato. Il suo successivo incarico da allenatore inizia nel 1995, al Lincoln City, in quarta divisione; Beck viene esonerato poche settimane prima della fine della stagione 1997-1998, peraltro conclusasi con una promozione in terza divisione.
Nel 1999 lavora per un breve periodo come vice di Shane Westley, suo ex vice al Lincoln City, al Barrow; successivamente, dopo quasi un biennio di inattività, nel marzo del 2001 fa ritorno al Cambridge United, in terza divisione: conclude la stagione con un'insperata salvezza, salvo poi dimettersi nel novembre del 2001 con il club che stazionava in zona retrocessione. Successivamente lavora per quasi un decennio come vice di Steve Fallon ai semiprofessionisti dell'Histon; nel 2010, quasi un anno dopo aver lasciato questo ruolo, torna all'Histon come allenatore, dimettendosi però dopo sole due partite; nel 2012 allena infine per un breve periodo i semiprofessionisti del Kettering Town.

## Palmarès

### Giocatore

#### Competizioni nazionali
- Football League Trophy: 1

Bournemouth: 1983-1984

### Allenatore

#### Competizioni nazionali
- Third Division: 1

Cambridge United: 1990-1991